# Toronto Blueshirts

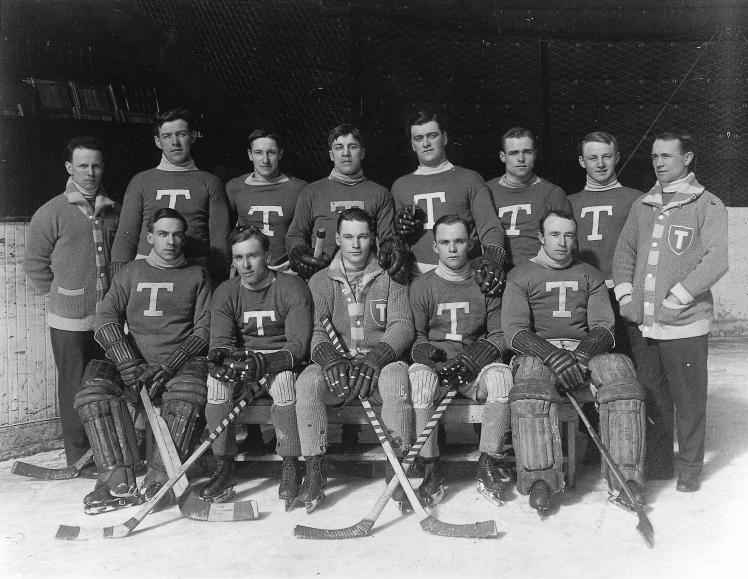
Toronto Blueshirts säsongen 1913–14. Översta raden: R. Carroll, Con Corbeau, F. R. McGiffin, J. C. Marshall, G. McNamara, J. Walker, Cully Wilson, F. Carroll. Främre raden: Claude Wilson, F. C. Foyston, A. M. Davidson, H. Cameron, Harry Holmes.

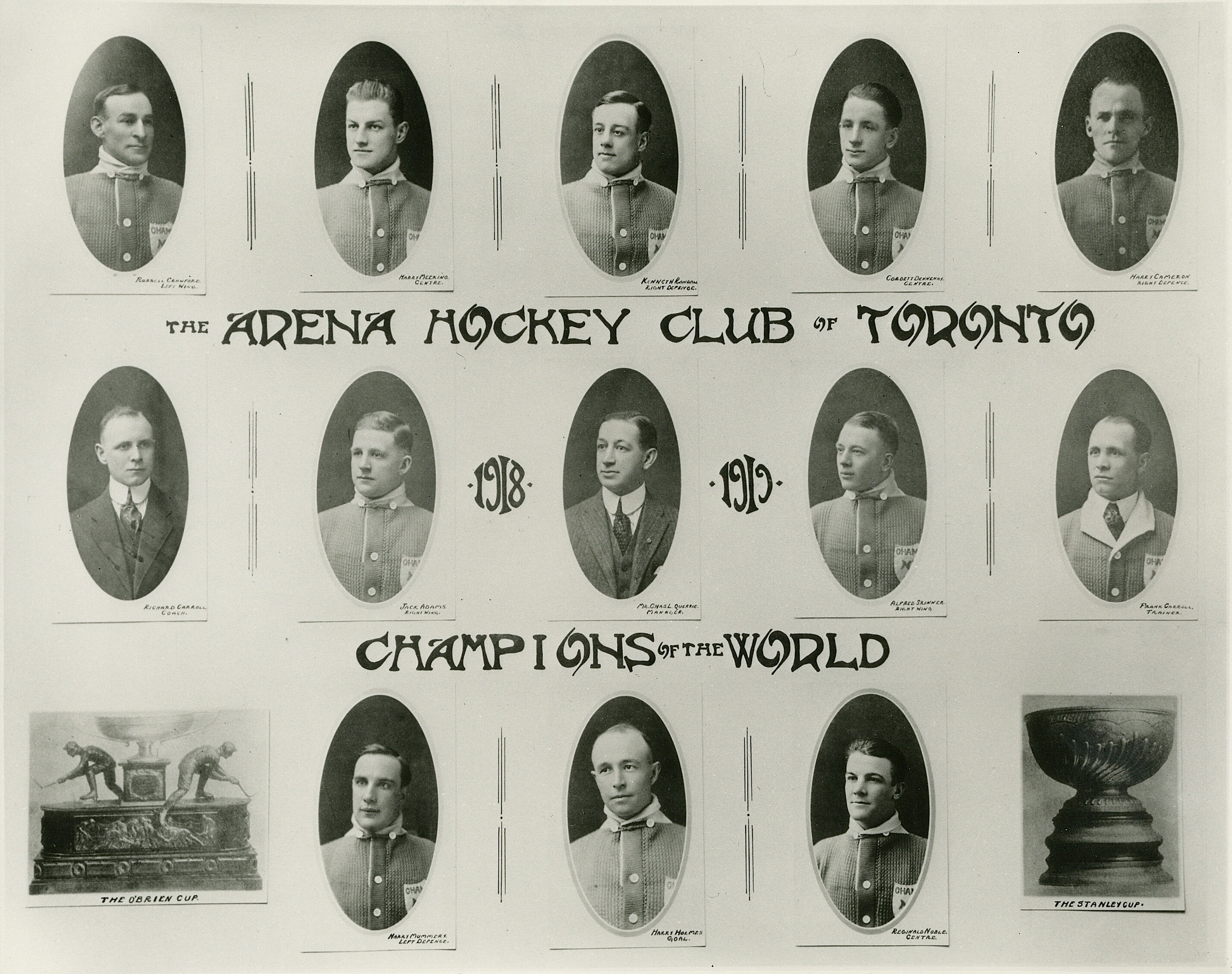
Toronto Arenas mästarlag säsongen 1917–18. Övre raden, från vänster: Rusty Crawford, Harry Meeking, Ken Randall, Corbett Denneny, Harry Cameron. Mellanraden, från vänster: Dick Carroll, Jack Adams, Charles Querrie, Alf Skinner, Frank Carroll. Nedre raden, från vänster: Harry Mummery, Harry "Hap" Homes, Reg Noble.

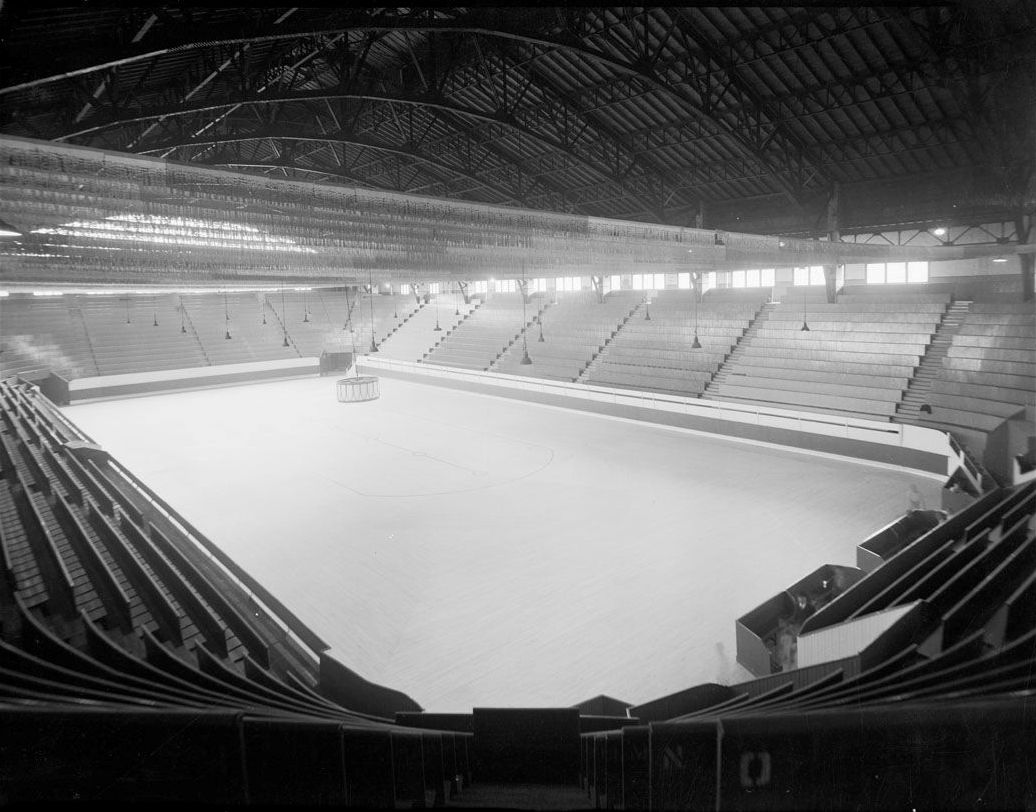
Arena Gardens, senare Mutual Street Arena, där Toronto Blueshirts spelade sina hemmamatcher.

Toronto Blueshirts, även kallat Toronto Hockey Club eller Torontos och säsongen 1917–18 omformat till Toronto Arenas, var ett kanadensiskt professionellt ishockeylag i Toronto, Ontario, som spelade i NHA och NHL åren 1912–1919. Laget omformades därefter till Toronto St. Patricks och sedermera till Toronto Maple Leafs.

## Historia
Toronto Blueshirts vann Stanley Cup säsongen 1913–14 efter det att Montreal Canadiens besegrats i ett dubbelmöte med den sammanlagda målskillnaden 6-2. Blueshirts besegrade sedan även Victoria Aristocrats från Pacific Coast Hockey Association med 3-0 i matcher.
Som Toronto Arenas vann laget Stanley Cup säsongen 1917–18 efter det att Vancouver Millionaires besegrats med 3-2 i matcher i finalserien.

### Toronto Blueshirts 1913–14
Laget som vann Stanley Cup 1914: Frank Foyston, Scotty Davidson, James Harriston, Roy McGiffin, Jack Walker, Cully Wilson, Con Corbeau, Harry Cameron, George McNamara, Harry "Hap" Holmes, Claude Wilson och spelande tränaren Jack Marshall.

### Toronto Arenas 1917–18
Laget som vann Stanley Cup 1918: Reg Noble, Corb Denneny, Jack Adams, Alf Skinner, Rusty Crawford, Jack Coughlin, Harry Meeking, Jack Marks, Harry Cameron, Ken Randall, Harry Mummery, Harry "Hap" Holmes, Arthur Brooks och tränaren Dick Carroll.